# Marcel Granollers
Marcel Granollers Pujol (født 12. april 1986 i Barcelona, Spanien) er en spansk tennisspiller, der blev professionel i 2003. Han har, pr. september 2010, vundet en enkelt single- og fire ATP-doubleturneringer.
Granollers er 190 cm høj og vejer 76 kg.